# Lilla Öretjärnen, Värmland
Lilla Öretjärnen är en sjö i Årjängs kommun i Värmland och ingår i Göta älvs huvudavrinningsområde.